# 米英戦争に対する反戦運動
米英戦争に対する反戦運動（べいえいせんそうにたいするはんせんうんどう、英: Opposition to the War of 1812）では、アメリカ合衆国、特にニューイングランドで拡がった米英戦争（1812-1815年）に対する反戦運動について記す。この反戦運動によって、北東部諸州の幾つかは合衆国から脱退することも深刻に考えた。アメリカ合衆国の歴史の中で国内にこれほどの反戦運動が生まれたのは例が無いことであった。

## 背景
米英戦争の開戦時のアメリカでは、イギリスの植民地カナダの征服を望む政治家が多かった。アメリカの商船を探して掴まえるようなイギリスの様々な主権侵害が戦争の推進力となっていた。アメリカ合衆国大統領ジェームズ・マディソンや、アメリカ合衆国下院議長ヘンリー・クレイに率いられる民主共和党の議会タカ派の支持によって、アメリカ合衆国議会は1812年6月18日に宣戦を布告した。連邦党はニューイングランド選出議員が指導的立場にあったが、初めから反対した。アメリカ軍の正規軍兵力はまだ大変少なく、戦争遂行のためには州民兵を招集しなければならなかった。

## 公的な反対
北部の州はその産業がイギリスとの貿易に依存しており、その政治家はイギリスと戦争をする可能性に脅威を覚えた。議会の連邦党は宣戦布告後直ぐに結束して反対を唱えた。「下院議員諸君に訴える...イギリスとの戦争について」と題する文書が、下院の連邦党員36名中34名の署名入りで広く回覧され、この問題に関する連邦党の見解とされた。この中で、戦争を始めるために民主共和党が使った議会操作は非民主的であり「代議制の自由」に敵対するものであるとし、「海洋での商売」に対する攻撃への反応としての「陸の上の戦争」は正当化されず、効果的でもないこと、戦争はイギリスと戦争中（ナポレオン戦争）であるフランスとの関係も複雑にする危険性があること、戦争の準備が出来ておらず戦力も弱いアメリカでは、「侵略戦争が侵略される戦争になる」失敗が予測される、としていた。
連邦党員の中には戦争への協力を拒む者も現れた。マサチューセッツ州知事のケレイヴ・ストロングは戦争を支援するために州民兵を招集することを拒んだ。ストロングは州の権限に拘り、州民兵を招集できるのはアメリカ合衆国大統領ではなく、州知事のみであるという見解だった。この行動によって軍隊が志願兵を募る際の困難さが増し、戦争が長引くに連れて重大な問題となっていった。
しかし、連邦党は国の政策を変えるほどの力を持たなかった。戦争が長引くに連れて連邦党員のいらいらは募っていった。結果的に連邦党の強い地盤であるニューイングランドの幾つかの州で合衆国からの脱退を考え始めた。マサチューセッツ州、コネチカット州、ロードアイランド州、およびバーモント州やニューハンプシャー州の反対派の郡からの代議員26名が集まってハートフォード会議が秘密裏に開催された。まずマサチューセッツ州の代議員が1814年10月10日に呼びかけ、表面上は改憲を議論し、1815年1月5日まで続けられた。その最終報告書は公然と脱退を勧めてはいないものの、以前に民主共和党が支配する議会で通すことの適わなかった幾つかの憲法の改正を要求していた。これは脱退という脅しをかけることで、ニューイングランドのために有利な条件を取ろうという駆け引きだった。しかし、会議の委員達が交渉のためにワシントンD.C.を訪れた時、イギリスとの和平条約が成立したという報せに迎えられることになった。ガン条約は基本的に戦争前の状態に戻すことが盛り込まれていた。この事態は連邦党の潜在的な支持を無くし、言い訳無しに裏切りに近い提案をしようとしていたことになった。連邦党の委員達は直ぐにマサチューセッツ州に引き返したが、連邦党そのものが致命的な打撃を受けた。

## 民衆の反対
愛国者的感情が当初戦争を支持した。これは連邦党の地盤以外の州では大変強いものだった。しかし戦争が長引き、アメリカ軍がいくつかの挫折を繰り返すに及んで、連邦党議員以外から戦争に反対する声が挙がってきた。その一つの結果として、実際に軍隊に加わり戦闘に喜んで参加するという者がほとんどいなくなった。
例えば、イギリス軍がナイアガラ砦を占領してルイストンの町を襲った後で、ジョージ・マックルア将軍が地元の民兵を招集してイギリス軍の追い出しを図ったが、これに応える者がほとんどおらず、繰り返し徴兵を行うことやその前の敗戦のことで疲れ果ててしまった。徴兵に応える者があったとしても、「その家族や財産の世話に関心を残し、それらを内陸に運んでから軍隊にやってきて戦う」とマックルアは書き記した。
このことは国の徴兵事務にも同じように現れた。合衆国議会は陸軍省に5万名の1年間志願兵の徴募を認めたが集まったのは1万名かそこらであり、陸軍兵力が認められた数字の半分に届いたことは一度もなかった。徴兵制度の案が議会に提出されたが、ダニエル・ウェブスターの働きにより廃案となった。幾つかの州議会は徴兵制度を成案させた。最もよく知られたタカ派のヘンリー・クレイの出身州であるケンタッキー州ですら、1812年に徴兵できたのは400名に過ぎなかった。戦争が終結する時になってやっと、過去のタカ派の人気が盛り返した。
合衆国議会の少数派であった連邦党指導者ジェイムズ・A・バヤードは、強制徴募を排除するための米英戦争について、「どのような戦争を続けてもこの譲歩を強要することはできないだろう」と語った。また、イェール大学の学長ティモシー・ドワイトはフランスと同盟を組むことをおそれて、「フランスと触れることは汚染である。その抱擁は死である」と語った。

## 反動
民主共和党員の多くは、宣戦布告がなされた後は、反戦の動きを裏切りあるいはそれに近いものと見ていた。首都ワシントンの「ナショナル・インテリジェンサー」は「戦争が宣せられた。あらゆる愛国者の心はその支持のために一つにならなければならない」と書いた。「オーガスタ・クロニクル」は「我々と共に戦わないものは我々に攻撃をするものである」と書いた。
この感情は特にボルティモアで強かった。ボルティモアは当時、フランス、アイルランドおよびドイツからの移民で人口が膨れ上がっており、これらの人々は特にイギリスを憎んでいた。1812年初期、反戦連邦党系新聞社「フェデラル・レパブリカン」を狙った幾つかの暴動が起きた。その事務所は暴徒に破壊された。一方、イギリスに同情的と考えられた黒人が何人か暴行を受けた。市の役人達は全てタカ派であったが、暴力を認めないと発言しても暴徒をとめることはほとんどやらなかった。7月27日の夜に「フェデラル・レパブリカン」の編集者が戻ろうとした時、保護されていた刑務所の留置室から暴徒に連れ出され、拷問を受けた。アメリカ独立戦争の古参兵ジェイムズ・リンガンはこの時に受けた傷がもとで死んだ。やはりアメリカ独立戦争で英雄だったヘンリー・リーは、編集者達を助けに行って重傷を負い、そのとき受けた傷から回復することなく6年後に死んだ。戦争の反対者はボルティモアで反対を声に出して唱えることを止めた。
ボルティモアの暴動は戦争の間の激しい反動の最高潮の時であり、その人気は1813年から1814年までは落ちてしまった。しかし、終戦後イギリスとの平和条約調印直後にハートフォード会議の存在が明るみに出ると、合衆国の脱退と裏切りを考えていたとして連邦党に対するより長期間の反動が起こった。連邦党は国民的支持を得ることがなく、1816年の大統領選挙に候補者を送ったのを最後に、1820年代終わり頃までに完全に消えていった。

## 遺産
米英戦争はアメリカ合衆国となって初めての公式の戦争であり、このために反戦感情も初めて広く広まった。米英戦争での反戦運動と後の戦争での反戦運動に直接の連続性はほとんど無い。これは反戦の主流であった連邦党が戦後間もなく崩壊してしまったからである。しかし、その後1815年にニューヨーク平和協会が設立されることになり、同じような戦争が将来起こることを阻止する動きを始めた。ニューヨーク平和協会は合衆国で初めての平和団体であり、様々に形を変えて1940年まで続いた。他にも多くの反戦団体が作られ、最後は国全体に渡るアメリカ平和協会が創られた今日も続いている。アメリカ平和協会はニューヨーク州、メイン州、ニューハンプシャー州およびマサチューセッツ州の平和協会が合併して1828年に創られた。
米英戦争は20世紀にアメリカが関わった戦争ほど良く知られていないが、ハートフォード会議に集まったように選挙で選ばれた代議員を巻き込み、合衆国から脱退まで考えるような反対運動は他の戦争では起こっていない。しかし、米英戦争の反戦運動では、ベトナム戦争やイラク戦争の時のように、選挙政党とは無縁な組織による大衆の街頭デモといった大衆の抗議運動は起こらなかった。それにも拘わらず、歴史家のドナルド・R・ヒッキーは、「米英戦争はアメリカで最も不人気な戦争である。この国の歴史の中でもベトナム戦争を含む他の戦争より激しい反対を生んだ」と指摘している。